# (6881) Shifutsu
(6881) Shifutsu (1994 UP) – planetoida z pasa głównego asteroid okrążająca Słońce w ciągu 4 lat i 349 dni w średniej odległości 2,91 j.a. Została odkryta 31 października 1994 roku w obserwatorium astronomicznym w Ōizumi przez Takao Kobayashi.